# 朱朴
朱朴（9世纪—890年代），襄州襄阳人，唐朝官员。乾宁三年（896年）—四年（897年）曾任唐昭宗的宰相。他因保证能使被军阀武力挟制的朝廷复作而被昭宗拜相，但未能兑现，后在军阀韩建鼓动下被贬死。

## 家世和早期仕途
朱朴家世不详，因《新唐书·卷七十四·表第十四·宰相世系四（朱氏）》未将他列入。他通过科举的三史考试后任荆门令，后任京兆府司录参军，又改著作郎。乾宁元年（894年），太府少卿李元实想取中外九品以上官两月俸禄助军用，朱朴上表反对，阻止了这件事。
此事后，朱朴被升为国子监的《毛诗》博士。当时，朝廷已在战火中风雨飘摇，朱朴建议从长安迁都襄州、邓州，不果。
朱朴虽然口才出色，但别无他能。乾宁三年（896年）七月，水部郎中何迎上表推荐朱朴有东晋名相谢安之才。凭借医药术亲近昭宗的道士许岩士曾依附朱朴谋利，也推荐朱朴有经济才。昭宗召见朱朴数日，谈论经义，被其口才打动，说：“朕虽然不是唐太宗，但得到你就有如得到了魏征。”于是赏赐朱朴、何迎钱帛。

## 拜相始末
当时，昭宗和禁军将领们正在华州躲避凤翔节度使李茂贞先前的攻打，昭宗为国事如此而忧愤，希望找到杰出的人帮他治国，并愿意为此破格迅速提拔这样的人。当时为朝散大夫、守国子毛诗博士、上柱国、赐紫金鱼袋的朱朴趁机进言：“让臣当宰相，一个多月就能使天下太平。”昭宗信了，八月拜他为朝议大夫、左谏议大夫，授同中书门下平章事。因朱朴被认为庸鄙迂僻，并不以才干为人所知，任命书一出，世人大惊，为人所笑。朱朴上表请求讨伐李茂贞。九月，昭宗又任朱朴判户部，进中书侍郎，托以军旅财赋事务，以备讨伐李茂贞。朱朴移檄四方，令近者提供士兵粮饷，远者献上盈余的财赋。
朱朴和孙偓、陆扆等宰相因畏惧镇国军节度使韩建，不敢决断事务。四年（897年）二月，朝廷仍被战火摧残，人们认为朱朴没有兑现承诺。鎮國军节度使韩建控制昭宗，诬杀昭宗近臣时任太子詹事善于天文的馬道殷和时任将作监的许岩士。孙偓也屡次上表请求罢免朱朴。韩建趁机弹劾朱朴、孙偓私通马、许，孙偓虽然如愿令朱朴罢相，但自己也被一并罢相。朱朴被罢为秘书监、夔州司马中外置同正员，八月又罢为郴州司户参军，本来因推荐朱朴而超迁至右谏议大夫的何迎这时也贬为湖州司马。朱朴在任上为韩建所杀。

## 作品
- 《致理书》十卷[14][15]
- 《荆山子诗集》四卷[16][17]
- 杂表一卷[16]
- 《日历》一卷[18]

## 评价
- 当时的议论认为昭宗任命的宰相中，对张濬、朱朴、郑綮的任命是尤其错误的。
- 《旧唐书》史臣曰：逐徐（徐彦若）、薛（薛王李知柔）于瘴海，置綮、朴于岩廊。[3]
- 《新唐书》赞曰：观綮、朴辈不次而用，捭豚臑，拒貙牙（都指拒绝贤能的辅臣），趣亡而已。[2]
- 后来后周世宗喜欢提拔奇俊之士，上书言事的布衣、小官多被越级提拔。兵部尚书张昭进谏，要世宗以唐太宗用刘洎、马周而兴国为鉴，唐昭宗用朱朴、柳璨而亡国为戒。[19][20][21]
- 《北梦琐言》：后朱朴踵为大言，骤居相位，亦曾上表请破凤翔。所谓以羊将狼，投卵击石，幸而不用，何过望哉！

## 延伸阅读
[在维基数据编辑]
 《舊唐書·卷179》，出自刘昫《舊唐書》